# Championnats panaméricains de VTT 2018
Navigation
Édition précédente Édition suivante
Les Championnats panaméricains de VTT 2018 ont lieu du 4 au 8 avril 2018 à Pereira en Colombie pour les compétitions de cross-country et cross-country eliminator et du 12 au 14 octobre à Manizales en Colombie pour les compétitions de descente.

## Résultats

### Cross-country
| Épreuves               | Or                                                                                 | Argent                                                                                     | Bronze                                                                    |
| ---------------------- | ---------------------------------------------------------------------------------- | ------------------------------------------------------------------------------------------ | ------------------------------------------------------------------------- |
| Hommes élites          | Luiz Cocuzzi                                                                       | Carlos Herrera                                                                             | Catriel Soto                                                              |
| Hommes moins de 23 ans | Gerardo Ulloa                                                                      | Jhon Fredy Garzón                                                                          | Willian Tobay                                                             |
| Hommes juniors         | Martín Vidaurre                                                                    | Agustín Durán                                                                              | Jesús Peña                                                                |
| Femmes élites          | Raiza Goulao                                                                       | Chloe Woodruff                                                                             | Daniela Campuzano                                                         |
| Femmes moins de 23 ans | Leidy Mera                                                                         | Ana Roa                                                                                    | Monserrath Rodríguez                                                      |
| Femmes juniors         | Fatima Hijar                                                                       | Angie Lara                                                                                 | Catalina Vidaurre                                                         |
| Relais mixte           | Colombie Tomas Martínez Daniel Felipe Díaz Laura Abril Leidy Mera Jhonnatan Botero | Costa Rica Jonathan Quesada Adriana Rojas Sebastián Brenes Cristel Espinoza Carlos Herrera | Mexique Gerardo Ulloa Rafael Escarcega Ana Clark Monica Vega Brian Garcia |

### Cross-country eliminator
| Épreuves | Or                   | Argent          | Bronze            |
| -------- | -------------------- | --------------- | ----------------- |
| Hommes   | Juan Fernando Monroy | Juliano Cocuzzi | Edmilson Aquelino |
| Femmes   | Michela Molina       | Maria Castro    | Fatima Hijar      |

### Descente
| Épreuves | Or               | Argent       | Bronze         |
| -------- | ---------------- | ------------ | -------------- |
| Hommes   | Rafael Gutiérrez | Max Morgan   | Roger Vieira   |
| Femmes   | Mariana Salazar  | Bruna Ulrich | Diana Dromundo |